# دويغي بيل
دويغي بيل (بالإنجليزية: Dougie Bell)‏ هو لاعب كرة قدم ومدرب كرة قدم بريطاني في مركز الوسط، ولد في 5 سبتمبر 1959 في بيزلي في المملكة المتحدة. لعب مع برمنغهام سيتي وبورتاداون وشروزبري تاون ونادي أبردين ونادي ألبيون روفرز ونادي ألوا أثليتيك ونادي بارتيك ثيسل ونادي رينجرز ونادي سانت ميرين ونادي كلايد ونادي هيبرنيان وهال سيتي.